# Neo FM
A Neo FM egy magyarországi, országos lefedettséggel rendelkező kereskedelmi rádió volt 2009 és 2012 között. A Neo FM zenei stílusa a bizonyított dalokra, a legjobb hazai zenékre és igazi különlegességekre terjedt ki. Adása 2009. november 19-én kezdődött el, miután tulajdonosai győztesen kerültek ki az Országos Rádió és Televízió Testület (ORTT) által az országos lefedettséget biztosító, korábban a Sláger Rádió által használt frekvenciacsomagra kiírt pályázatából. A rádió történetét botrányok kísérték, kezdve a pályázatának elfogadásától egészen három évvel későbbi megszűnéséig. Utódja a csak az interneten keresztül fogható Neo World Rádió lett.

## Története

### Kezdetek
Az új rádió 2009. október 28-án kötötte meg az Országos Rádió és Televízió Testülettel a működésének alapjául szolgáló műsor-szolgáltatási szerződést, mivel tulajdonosa, az FM1 Konzorcium megnyerte a Sláger Rádió frekvenciacsomagjára kiírt pályázatot. Az adó mögött álló társaság 2011 közepéig 355 millió forintot kínált a sugárzási jogosultságért, azt követően pedig a 200 millió forintos alapösszegen felül a vállalkozás nettó árbevételének 50 százalékát. Emellett heti 710 percnyi közszolgálati és kulturális műsor sugárzását is vállalták, 10 százalékos magyar zenei aránnyal. Ezt a vállaláscsomagot a Sláger Rádió irreálisnak nevezte és hazai valamint nemzetközi kampányt indított a frekvenciájukra pályázó rádióadó ellen. Azt állították, hogy a pályázat alapján az új rádió politikai szempontoknak alárendelt beszélgetős műsorokat fog szerepeltetni. Az FM1 Konzorcium felháborítónak nevezte a vádakat, közölték, hogy egy objektív, alapvetően könnyűzenei rádiót terveznek indítani, és az, hogy a vállalásukkal ők lettek a pályázat nyertesei, a lehető legobjektívabb szempontok szerinti mérlegelést jelenti. A szintén magas felkínált nyereségrészre többek között úgy reagáltak, hogy a hamarosan várható digitális átállás egyébként is változtat majd a költségeken, így az lényegesen kevesebb lesz, mint az analóg időszakban. Zenei kínálatát a Danubius Rádió és az MR2-Petőfi Rádió, valamint a radiocafé 98.6 közöttiként határozták meg,  noha a logó bemutatásával egyidejűleg leszögezték, hogy egyik helyébe se kívánnak lépni.
A Neo FM rádió november 16-án megkötötte a műsorterjesztési szerződést az Antenna Hungáriával is, annak 16 telephelyéről az ország 81%-ára. Az előző napi internetes tesztadást követően 2009. november 19-én, 0 óra 0 perc 10 másodperckor kezdte meg a sugárzást a Himnusz hangjaival, majd az alábbi közlemény következett:
Kedves hallgatók! E perctől egy új rádió szól ezen a frekvencián. Szólni fogunk éjjel és nappal. Szólni fogunk napos időben és hóesésben, szólni fogunk milliónyi lakásban és autóban, szólni fogunk kórházakban, presszókban, fényes bevásárlóközpontokban, kis fodrászüzletekben, szerte egész Magyarországon. Szólni fogunk tízmillió ember mindennapi életében. Jó és rossz napokon, nehéz és boldog pillanatokban. Tartsanak velünk! Ha velünk lesznek, mi jó zenét, jókedvet, és sok-sok derűt sugárzunk az Önök életébe minden nap! Mostantól tehát új rádió szól ezen a frekvencián: íme a Neo!
Ezt követte az LGT "Neked írom a dalt" című számával. Első szlogenje "Az emberek a tévét nézik, az újságot olvassák, a rádiót szeretik" volt.
A rádió főszerkesztője Hegyi György lett, a rádió az egykori radiocafé 98.6-tal egy épületbe, a budai Csévi utcába költözött. Az első napokban a rádió stúdiója még csak félkész volt, az jó pár nappal az indulás után lett csak teljesen kész. A Neo FM első tulajdonosa azonos volt a radiocafé 98.6 tulajdonosával, az Econettel, mely később a kisebb rádiójától megvált. 2010. január 18-án elindult a rádióban a Sláger Rádió korábbi reggeli műsora, a népszerű Bumeráng, addig Ganxsta Zolee és Lovász László vezetésével "Kamikaze" címen adtak reggeli műsort. Népszerű műsorukká vált a Beugró című televíziós műsor rádiós változata, a Beugró+, valamint érdekes kísérletként megpróbálták Magyarországon bevezetni a délutáni rádiós talkshow műfaját az "Ezeröcsi" személyében, mely egy év után megszűnt, miután nem érte meg fenntartani.
Az első hallgatottsági mérések tanúsága szerint a Sláger Rádió és a Danubius Rádió megszűnése alaposan átrendezte a piaci viszonyokat, és a Neo FM csak a negyedik leghallgatottabb rádió lett, listaáras reklámbevételek terén pedig csak az ötödik. Időközben a Sláger Rádió, amely minden lehetséges jogi eszközt bevetett annak érdekében, hogy visszaszerezze az elvesztett frekvenciáját, peres eljárást indított. Ennek megfelelően először 2010 januárjában a Fővárosi Bíróság, majd 2010 júliusának elején a Fővárosi Ítélőtábla azt a döntést hozta, hogy az ORTT már be sem fogadhatta volna a Neo FM pályázatát. Ez elvileg a Sláger Rádiónak kedvező döntés volt, azonban a Neo FM vonatkozásában kimondták, hogy a műsorszolgáltatási szerződés érvényes, ennek megfelelően nem lehet kérni az eredeti állapot helyreállítását.
Az Econet csoport 2010-ben válságos helyzetbe került, sorra vált meg érdekeltségeitől, így a Neo FM-től is. A rádió új tulajdonosai (a Székely Gábor volt Szerencsejáték Zrt.-vezér és SZDSZ-es főpolgármester-helyettes cége, az FM1 Friends Kft.) a rádió vezetését és műsorkészítői csapatát is teljesen átalakították, az adót újrapozicionálták. Hegyi György menesztése után a főszerkesztői pozíciót megszüntették, a programigazgatói székbe Kalácska Gábor került, s így mindennel együtt a rádió a Sláger Rádió egyfajta reinkarnációjává vált, mind a műsorok, mind a zenei kínálat tekintetében. A változtatások után, 2011-ben több célcsoportban is hallgatottabb volt közvetlen konkurensénél, a Class FM-nél. Az adók akkortól fej-fej mellett versenyeztek: egyes célcsoportokban a Class FM, míg másokban a Neo FM volt a hallgatottabb. 2011. június 1-jén, elsőként a magyar kereskedelmi rádiók között, a Neo FM megállapodott az Antenna Hungáriával a digitális földfelszíni sugárzás kísérleti adásában való részvételről (DAB+). Az év végén az Euronics-szal együttműködve a Jótündér Alapítvánnyal szegény gyerekek karácsonyát igyekeztek szebbé tenni ajándékaikkal, és az adventi időszakban kizárólag karácsonyi számokat játszottak.
2012-ben a rádió megkapta a Magyar Szóvivők Országos Egyesületének Sajtódíját a hiteles és kiegyansúlyozott tájékoztatásért, Bányász Árpád műsorvezető pedig az Év Sportújságírója lett.

### A rádió pénzügyi válsága
A Neo FM a jó hallgatottsági adatok ellenére képtelen volt nyereségessé válni és kitermelni a frekvenciacsomag használatáért az államnak a pályázatban felajánlott összeget. A működés első éveiben a rádiónak évi 335 millió forintos koncessziós díjat kellett fizetnie, a későbbiekben a pályázatban vállaltak szerint bevételeinek 50%-át kellett volna az állam számára átadnia. A rádió anyagi nehézségeinek nyilvánvalóvá válását csak elodázta a Médiatanács 2011 nyarán meghozott döntése, amely mérsékelte a Neo FM által fizetendő koncessziós díjat. Hogy csökkentsék a költségeket, 2010-ben éppen azért értékesítették az FM1 Zrt. részvényeinek 75 százalékát, hogy a jövedelmezőbb reklámértékesítés maradjon az Econet csoportnál, míg az üzemeltetés költségeit másik cég állja. Már a kezdetektől voltak azonban bírságok, melyeket jellemzően reklámidő-túllépés, az előírtnál kevesebb hírműsor, és a magyar zenék vállaltnál kisebb aránya miatt kaptak. A rádió pénzügyi válsága 2012 tavaszán vált nyilvánvalóvá. 2010-ben a rádió 713 millió forint, 2011-ben pedig 1,2 milliárd forint veszteséget szenvedett, a konzorcium 2011 közepe óta nem tudta az adó működéséhez szükséges bankgaranciát felmutatni. A nehézségeket azzal indokolták, hogy a magyar rádiós piac három év alatt a reklámbevételeinek 60 százalékát veszítette el, úgy hogy közben a hallgatók száma nem csökkent, ráadásul az állami cégek egyetlen fillért nem költöttek náluk reklámra. A Médiatanács 2012. június 6-án megtartott sajtótájékoztatóján nyilvánosságra hozott adatok szerint a vállalkozás 700 millió forint adósságot halmozott fel az állammal, 200 millió forintot pedig az Antenna Hungáriával szemben, illetve tartozott a szerzői jogi díjakkal is. A Médiatanács fizetési ultimátummal, illetve a frekvenciahasználati díjak kamatainak elengedésével igyekezett fizetésre sarkallni az FM1 Konzorciumot. A hatóságtól szorongatott vállalkozást a tulajdonosok néhány nap múlva csődvédelembe menekítették. A Neo FM az adósság törlesztésére váltót ajánlott fel, amelyet a Médiatanács elutasított. A rádióval kötött műsorszolgáltatási szerződést a hatóság 2012. június 20-án felbontotta.
2012 júliusában Földes Ádám vezérigazgató lemondását követően a Neo FM-et működtető vállalkozást jelképes összegért, mindössze 5 forintért Medveczky Mihály volt ügyvéd vásárolta meg. Az új tulajdonos azt állította, hogy amerikai befektetők megbízásából cselekedett, akik meg kívántak egyezni a hatósággal a rádió további működtetéséről. A Médiatanács azonban közleményben tudatta: nem áll szándékában korábbi döntésének megváltoztatása. A tulajdonosváltás után egy hónappal, 2012. augusztus 6-án a rádió munkatársai Medveczky módszerei és homályos üzleti célkitűzései ellen tiltakozva – és azért is, mert munkabérüket nem rendezte – kollektívan felmondtak. Később a munkavállalókat – állításuk szerint – retorziók érték e döntésük miatt, ugyanis kilépőpapírjaikon piros pecséttel szerepelt, hogy munkavállalójukkal szemben szándékosan okozott kár megtérítése miatt eljárás van velük szemben folyamatban. Az esetnek az lett a vége, hogy már a rádió megszűnése után a volt alkalmazottakat kifizették egy komolyabb ÁFA-visszatérítésből – leszámítva a szerződéses munkatársakat, akik rosszabbul jártak.
2012. augusztus 7-én éjjel negyed 2 körül véget ért az előre felvett adás, és innentől kezdve egy fél napig néma csend hallatszott a Neo FM frekvenciáin. Délután negyed 1-kor az adóberendezések automatikusan lekapcsoltak, majd fél 1-től kezdve véletlenszerű sorrendben elkezdtek dalokat és szignálokat játszani, másnap pedig már új hírolvasók is bejelentkeztek óránként. Augusztus 27-én reggel 6 órától új műsorvezetőkkel és új műsorokkal jelentkezett a rádió. Még B. Tóth Lászlót is sikerült leigazolniuk. Megkezdték a műsorstruktúra és a zenei kínálat teljes átalakítását, miközben jogilag különös helyzetbe került a rádió. A csődeljárás során moratóriumot kapott, a Fővárosi Bíróság pedig első fokon kimondta ugyan, hogy az NMHH jogszerűen járt el a szerződés felmondása során, azt azonban megfellebbezték. Ez idő alatt is újabb, immár 153 millió forintos tartozást halmozott fel, amelyet az NMHH Médiatanácsa is rendkívül veszélyes precedensként értékelt, kiemelve, hogy egy notóriusan nem fizető rádió továbbra is sugározhat. Körülbelül két hónapig a jog védelme alatt állt az adó, azonban november elején nagyjából egy időben lejárt a csődvédelem, melyet nem kívántak meghosszabbítani (s így megindulhat a felszámolás), és ugyanekkor a Fővárosi Ítélőtábla is helyesnek minősítette a korábbi elsőfokú döntést. Ennek ismeretében november 9-én Medveczky Mihály óránként bejátszott közleményben tudatta, hogy önként szünteti meg a Neo FM aznap 24 órával a földi műsorsugárzást:  
Tisztelt hölgyeim és uraim! Dr. Medveczky Mihály vagyok, a Neo FM rádiót működtető társaság képviselője. Az Ítélőtábla hozott egy olyan döntést, hogy a Médiahatóság bármikor elzárhatja az éter csatornáját. Bíztunk abban, hogy a hitelezőkkel csődegyezségre tutunk jutni, és így egy kedvelt országos csatorna tiszta feltételekkel, és tiszta, ám szakmailag felkészült kollégákkal tovább működhet és sikert sikerre fog halmozni az ország és világ előtt. Nos, tény, ami tény: a csődvédelmi eljárás október végén eredménytelenül zárult le. A Neo megvásárlása óta hangoztatom: Neo volt, van, és lesz. Szomorú és szívszorító döntésemet ezennel tudatnom kell veletek: a Neo FM 2012. november 9-én pénteken 24 órakor befejezi műsorkészítését. Én mindenkit várok nagy tisztelettel és szeretettel a Neo új világába. Hiszen a Neo már nemcsak a határokat lépte túl, de minden nemzethez is szólni fog. Gyertek, nézzetek és halljatok minket az egész világon. Hiszen ez a mi világunk.
Utolsó dala 2012. november 9-én a Hobo Blues Band "Középeurópai Hobo Blues II." című száma volt. A rádió 23 óra 57 perckor hallgatott el. A rádió története azonban ennyivel nem ért véget, mert az interneten folytatta tovább a sugárzást, Neo World Rádió néven. Frekvenciáira új pályázatot nem írtak ki, hanem az NMHH döntése alapján 2013 során először árvízvédelmi rádióként használták, majd 2014. január 2. napjától a Kossuth Rádió és a Dankó Rádió kapta meg azokat. A frekvenciát csak kereskedelmi rádió kaphatta volna meg, a kormány inkább a zavartalan közmédia vételét kívánta növelni az FM sávon. Ezzel a hatalmon lévő kormány bebiztosította, hogy csak egyetlen országos kereskedelmi rádió sugározhasson Magyarországon (korábban a Class FM, majd a G-nap után a Retro Rádió), az 1996-os médiatörvény hatályon kívül esett.
A Neo FM felszámolásának befejezésére végül 2017 végén került sor, amelynek során több mint 1,9 milliárd forintnyi hitelezői követelést azonosítottak, miközben a teljes eszközállomány a 230 millió forintot is alig érte el.

## Frekvenciák
A rádióállomás műsorait az Antenna Hungária Rt. 16 adótelepről közvetítette, így a lakossági lefedettség elérte a 81%-ot. A rádió a következő 16 frekvencián volt hallható:

A Neo FM analóg adóhálózata 2009. november 19-től 2012. november 9-ig

- Budapest (Széchenyi-hegy) – 100,8 MHz
- Csávoly – 96,7 MHz
- Győr – 87,6 MHz
- Kab-hegy – 107,2 MHz
- Kékes – 95,5 MHz
- Kiskőrös – 88,4 MHz
- Komádi – 103,0 MHz
- Miskolc – 97,1 MHz
- Nagykanizsa – 90,2 MHz
- Pécs – 95,9 MHz
- Sopron – 96,8 MHz
- Szeged – 90,3 MHz
- Szentes – 100,4 MHz
- Tokaj – 97,5 MHz
- Úzd – 101,5 MHz
- Vasvár – 91,6 MHz

## Műsorok
Műsorvezetés hétköznap 23.00 és 5.45 óra között, hétvégén pedig 0.00 és reggel 6.00 között nem volt. A kimaradó órákban zenék szóltak, továbbá óránként ötperces hírszolgáltatás, ezenkívül reggel fél hétkor és este nyolckor negyedórás hírblokk volt hallható.
2012. augusztus 7. – 2012. november 9. között
- NeoReggel
- NeoDélelőtt
- NeoDélután
- NeoEste
- SzelektívHallás
- Funky Konyha és Retro Show
- NeoDJ
- Világutazó magazin

2009. november 19. – 2012. augusztus 6. között
- Bumeráng
- Hétvégi Életmódmagazin
- Hétvégi Kívánságműsor
- Mentőöv
- Magyar hangok
- NeoDélelőtt
- NeoDélután
- NeoEste
- NeoHétvége
- Kamikaze
- Bumeráng nagy visszaszámlálás
- Álláspont
- Ezeröcsi
- Családi magazin
- Beugró+ – a Beugró televíziós sorozat rádiós kísérőműsora
- Civil Negyed
- NeoÉjszaka
- NeoPortré
- Privát Rocktörténet

## Munkatársak

### Műsorvezetők
2012. augusztus 7. – november 9. között
- Klamancsek Krisztián
- Csengeri Attila
- Kajárik Andrea
- Tóth Tamás
- Andrejkovics Sándor
- Hegyi János (HJoNeS)
- Rácz Zsuzsa

2009. november 19. – 2012. augusztus 6.
- Bochkor Gábor
- Boros Lajos
- Voga János
- István Dániel
- Csizinszky Éva
- Fömötör Márti
- Thuróczy Richard
- Juhász Gergely
- Gellért Gábor
- Balázsy Panna
- Bazsó Gábor
- Dus Polett
- Ganxsta Zolee
- Póczik Bence
- Tóth Betty
- Valkó Eszter
- Varga Kata
- Winkler Róbert
- Balogh-Esperes Ákos
- Kalácska Gábor
- Gaják Petra
- Veress Dóra

### Hírszerkesztők
2012. augusztus 7. – 2012. november 9.
- D. Szabó Miklós
- Marczali László
- Hársligeti-Kovács Boglárka

2011. augusztus 19. – 2012. augusztus 6.
- Berényi Attila (hírigazgató)
- Debreceni Zsuzsa
- Kele Tímea
- Nyíri Dóra
- Kocsándi Andrea
- Viski Nóra
- Farkas-Nagy Nóra (riporter)

2009. november 19. – 2011. augusztus 18.
- Láng András (hírigazgató)
- Buliczka Csilla
- Szabó Bea
- Czoller Andrea
- Kocsándi Andrea
- Viski Nóra

Sportszerkesztők
- Tóth Attila
- Bányász Árpád
- Világi Péter
- Ambrus Tamás

## Neo World Rádió

### Története
November 10-én 0 órától a Neo FM zavartalanul folytatta működését az interneten, de már új név alatt, Neo World Rádióként. Székhelye a Dózsa György út 80. szám alá került, jelmondata "A legjobb válogatás az elmúlt 30 év dalaiból" lett. A rádió üzemeltetője a Neo World Műsorkészítő Kft. lett. Eleinte csak a Neo FM korábbi zenei kínálata adta a műsort, de 2013. január 7-étől újraindult az utolsó időszakhoz nagyon hasonló műsor, javarészt az akkori műsorvezetőkkel. A főszerkesztő a Neo FM megszűnése után is maradt Hegyi János (HJoNeS), aki a 2013-as évben három új tematikus rádiócsatorna (Black FM, Club FM, Rock FM) elindítását tűzte ki céljául a Neo World Rádió mellett. Ez azonban csak részben teljesült, és miután HJoNeS április 25-én elhagyta a stábot, a rádió ismét megújult. Az ősz folyamán elindult két újabb csatornájuk, spanyol és angol nyelven; Neo World Média néven egy YouTube-csatorna, valamint több új műsor is indult, köszönhetően annak, hogy novemberben partnerséget kötöttek a Luxfunk Radio-val, mely szintén az interneten fogható.
2014 végén elhagyta a rádiót a kezdetektől ott dolgozó Klamancsek Krisztián és Andrejkovics Sándor, a tulajdonos hozzáállására és koncepciótlanságra hivatkozva. 2015 februárjától szélesítették a zenei palettát, többféle zenei stílusra kiterjesztve azt, de a rendszeres műsorvezetés egy időre megszűnt, ahogy az idegen nyelvű adások is. Következő nagyobb megújulását 2015 augusztusára ígérte, de ez elmaradt. Október folyamán a rendszeres adás időnként megszakadt, majd végleg elhallgatott, ennek miértje azonban nem volt semmilyen médiumban közzétéve. 2015. november 18-án aztán egy PAUSE felirat került kihelyezésre a Facebook-oldalukra, ezt követően pedig már az oldal sem foglalkozott egyáltalán a rádióval.

### Műsorai
- Neo Délelőtt Krisztiánnal – minden hétköznap 10:00-14:00, műsorvezető: Klamancsek Krisztián.
- Napi Sanyi – minden hétköznap 14:00-18:00, műsorvezető: Andrejkovics Sándor
- Luxfunk Soul Power – minden vasárnap 18:00-20:00, ismétlés: csütörtök 18:00-20:00
- Retro Show – minden szombaton 18:00-20:00, ismétlés: szerda 18:00-20:00
- Luxfunk Blackmix – minden szombaton 20:00-22:00, ismétlés: péntek 20:00-22:00
- 101 Klub – 32 adást élt meg, 2013. november 5-től 2014. június 3-ig.

### Műsorvezetői
- Kis Kata (2015-ig)
- Balás Emese (2013. január – 2014. július)
- Szabó Betti
- Hegyi János (HJoNeS) (2013. április 25-ig)
- Andone Géza (2013. november 5. – 2014. június 3.)
- Fónyad Csaba "Fineas" (2013. november 5. – 2014. június 3.)
- Klamancsek Krisztián (2013. január – 2014. december)
- Andrejkovics Sándor (2013. január – 2014. december)

## Lásd még
- Class FM – konkurens kereskedelmi rádió
- Sláger Rádió – megszűnt rádió ezen a frekvencián
- Danubius Rádió – megszűnt rádió a másik országos frekvencián
- radiocafé 98.6 – a Neo FM tulajdonosának másik megszűnt rádióadója